# 山本瞳子
山本 瞳子（やまもと とうこ、1984年11月20日 - ）は、日本のAV女優。
旧芸名:志村 あいん（しむら あいん）。

## 略歴
東京都出身。2003年頃に「志村あいん」でAVデビュー。2005年に「山本瞳子」に改名。

## 作品

### アダルトビデオ
志村あいん 名義
- セーラー女王様とM男（2003年6月10日、ワンズファクトリー）主演
- 尻ふり淫語娘。（2003年6月18日、ワープエンタテインメント）共演:森永みるく
- 制服大図鑑 女子校生コレクション（2004年7月1日、ワンズファクトリー）全20名 ※総集編
- ボンテージ・ラヴァーズ（2005年3月30日、アリスJAPAN）他出演:中野千夏、早乙女唯
- 女子校生制服ふぁっく（2006年7月1日、ワンズファクトリー）出演:森野まりな、桃井りか、可愛あみん、松島やや、みずなあんり、中里愛菜、大滝明日香、長谷川ちひろ ※総集編

山本瞳子 名義
2005年
- 山本瞳子（6月21日、h.m.p） ※山本瞳子名義でのデビュー作
- 乳BODY〜エロチチズム〜（6月24日、GLAY'z）
- 痴女君臨（8月26日、KUKI）
- 素人ギャルズ[LEVEL A] VER.19（9月23日、アリスJAPAN）オムニバス作品
- 誘惑ミセス 71（10月28日、U&K）
- 誘惑家庭教師（11月4日、タカラ映像）
- 手コキ地獄 「手゛ちゃう!」 vol.6（11月11日、U&K）
- 淫忍術VS唐人剣 くノ一妖魔外伝（11月25日、笠倉出版社）共演:青木あさみ、華純
- 淫女豹・2（12月16日、笠倉出版社）他出演:青木あさみ、華純

2006年
- 会員制高級ソープ 三輪車（1月6日、GLAY'z）共演:白鳥さくら、中野千夏
- 弁護士 Glamorous ［場違いなカラダ]（4月10日、ドリームチケット）他出演:伊東静香、夢咲こよい
- 痴女VIP 2 [秘密にシタい遊び]（4月29日、ドリームチケット）他出演:野々宮りん、瞳
- 淫語娘 IX ［エロ視線のお姉さん］（4月30日、アロマ企画）
- 強制レイプマニアックス 9（5月19日、メディアバンク）他出演:綾乃梓、緒川さら、中野千夏、椿まや、青山ちえり
- 巨乳スイミングスクール PART.1（8月4日、V&Rプロダクツ）共演:吉井ほのか、桜井かりん、大塚咲、瀬名えみり
- 彼女のカノジョと*11（9月1日、ゴーゴーズ）…共演:遠藤凛
- ディープレズ 4（9月7日、Lee(GLAY'ｚ））共演・監督:立花里子
- フリーダムOL：顔面騎乗 美人OLの白くてムチムチした尻と股間で思いっきり顔をグリグリされたんです…（9月11日、フリーダム）…共演:星崎あいか、夏川かおる
- フリーダムOL：股間虐め 美人OLに玉を握り潰されたり竿ビンタされたり包茎をバカにされたり…（9月11日、フリーダム）共演:星崎あいか、夏川かおる
- フリーダムOL：美人で美脚の黒ストッキングOLに脚コキや電気按摩されて…（9月11日、フリーダム）共演:星崎あいか、夏川かおる
- 犯されたOL 調教レズレイプ vol.4（9月15日、U&K）共演:風間ゆみ
- Eros 肉棒の虜（9月19日、桃太郎映像出版）
- 黒女教師 陵辱女王の教室（10月19日、ヒビノ）
- 痴女サミット 2（11月4日、アキノリ）共演:野々宮りん、姫野愛、美波さら、大塚ひな、星崎あいか、長谷川ちひろ、一ノ瀬カレン
- 廃人宣言（11月10日、映天）共演:汐見ゆうな、柚月ひかる、新川舞美
- レズサミット 2（12月7日、アキノリ）共演:野々宮りん、姫野愛、美波さら、大塚ひな、星崎あいか、長谷川ちひろ、一ノ瀬カレン

2007年
- MOODYZ 完全撮り下ろし8時間SPECIAL（2月13日、MOODYZ）他出演:大塚ひな、仲村りお、姫川麗、真鍋あや、田中梨子、宝生瑠璃、麻川麗、矢藤あき、水咲涼子、ICHIKA 他2名
- お姉様に犯されちゃった 乙音奈々（2月21日、h.m.p）共演:乙音奈々
- 犯される豚（4月10日、映天）
- 中出し!痴漢バス 女子校生の憂鬱 完全版（5月25日、メディアステーション）共演:宝月ひかる、瀬戸ひなた
- 寸止め 16（6月15日、クリスタル映像）他出演:若林樹里、野々宮りん、真中かおり、南原香織、水森あおい
- ギャルコレ! Neo 4時間（7月20日、おかず。（ケイ・エム・プロデュース））他出演:河合あみん、杉本いく、大石もえ、松野しほ、松岡理穂、水沢ダイア、野々宮りん、松島やや、宮沢愛菜

2009年
- 黒女教師 陵辱女王の教室（3月2日、ヒビノ）

2011年
- 先生の奥さん したがり未亡人（9月3日、コンマビジョン）瀬戸恵子、日高ゆりあ、山本東、柳之内たくま、牧村耕次

## テレビ出演
- 土曜ワイド劇場 混浴露天風呂連続殺人 25（2006年1月21日、テレビ朝日）